# 少林拳術祕訣
《少林拳術秘訣》，尊我齋主人撰，民國四年中華書局出版。

## 出版歷史
- 《少林拳術秘訣》中的第一至第八章，本名「少林宗法 」，原載於清末(宣統三年、1911年)上海天鐸報，為廣東中山人盧煒昌作品、以偽少林歷史宣傳反清情緒。當時同是廣東新會人之陳鐵生（鐵齋氏？）任天鐸報編輯。唐豪先生認為，由於《少林宗法》第九篇(末篇)卷末有洛陽李鑒堂曰一句。稱為合李版本。

- 1915年(民四)，〈上海中華書局〉出版之《少林拳術秘訣》並無拳譜拳勢圖。全書共十三章。由於朝代已改，除舊有的暗晦反清語句更改為愛國思想外，新加上的篇幅第九章為禪宗極軌；第十章為南北派師法；第十一章為少林戒言微言；第十二章為明季少林變派；第十二章為神功說。唐豪先生認為《少林拳術秘訣》第九章至第十三章為尊我齋主人裒集。後來加上的章節，與前八章的內容有多個方面的相違拗地方，特別在承傳及拳術方面。前八章本承《少林宗法》，所談及的內容有大小洪拳、單頭棍(只七法)、五拳/五形洪拳、虎爪掌。

- 1923年(民十二年)，陳鐵生在武庫一文中，說在民國早一年已得到上海精武體育會元老、廣東人盧煒昌的抄本（盧稱得自山西友人）即《少林宗法》。並有圖像一冊，無作者姓名，是卷之圖像，純是廣東之洪拳、即《少林拳術圖論》等。而盧煒昌則為上海精武會首期畢業生。

- 1923年(民十二年九月)，上海〈振民編輯社〉發行了姜俠魂編訂之《 國技大觀》，集向愷然、唐豪、陳鐵生等之文章。其中有「少林宗法」及拳勢圖一八一幅。

- 《少林拳術秘訣》即按此本加上《洪拳》拳勢重刊。

## 陳鐵生
清末廣東新會人，後到上海天鐸報任編輯。1910年與陳公哲、盧煒昌等人一起組織上海精武體操學校。
民國後，上海精武體育會附有粵樂組。20年代，陳鐵生、尹自重等人經常在精武體育會演出廣東音樂。陳鐵生亦是粵樂理論家，是廣東音樂家嚴公尚的門生。1923年在上海曾主編出版《新樂府》、《音樂季刊》等音樂刊物。

## 影響
《少林拳術秘訣》自出版後，影響人們思想及武術界甚廣，書中有甚多反清隱語，很多誇大假托之詞。並無歷史佐證，甚至有違反歷史之事實出現，如在清朝時，漢人根本就不可能聚集於嵩山或南少林寺學習武術。
1941年（民卅年），上海市國術協進會出版了唐豪 《少林拳術秘訣考證》一冊，對書中有關「少林」、「洪門」加以考證，希望尋求歷史真相，避免流毒更深，影響了國術的健康發展。

## 內容人物
《少林拳術秘訣》中謂有洪蘊禪師，覺遠上人，秋月禪師。覺遠傳於一貫禪師、一貫傳於黔之胡氏、粵之蔡九儀……
唐豪先生曾親身前往嵩山少林寺考察，對比墓碑刻文及宗派世譜，皆無上列人物，証明只是假托少林之名。